# Anna Nordgren
Anna Nordgren (ur. 13 maja 1847 w Mariestad, zm. 10 września 1916) – szwedzka malarka.

## Życie
Anna Christina Nordgren  urodziła się  jako córka właściciela ziemskiego Fransa Johana Nordgrena i Anny Charlotty Lundahl. Studiowała w Konstakademin w Sztokholmie w latach 1867-1874. Następnie razem z koleżanką studentką Amandą Sidwall, pojechała do Francji by studiować pod kierunkiem Tony Robert-Fleury w Académie Julian w Paryżu w latach 1874-77. Potem pojechała do Anglii, gdzie przebywała do późnych lat 90. XIX wieku, współpracowała z Bolton Studios a jej prace były regularnie wystawiane w Royal Academy of Arts do końca wieku. Po czym wróciła do Szwecji, została członkiem Svenska konstnärernas, członkostwo łączyła z częstym wystawianiem prac.  Anna jest znana głównie z portretów, scen rodzajowych i postaci we wnętrzach, charakterystyczne dla tych obrazów jest liryczne i współczujące podejście do przedstawianych postaci i ich subtelne ujęcie. Na obrazach Anny można znaleźć motywy związane ze szwedzką Dalarną, północną Francją i Anglią. Anna Nordgren umarła w Skara 10 września 1916.

## Obrazy

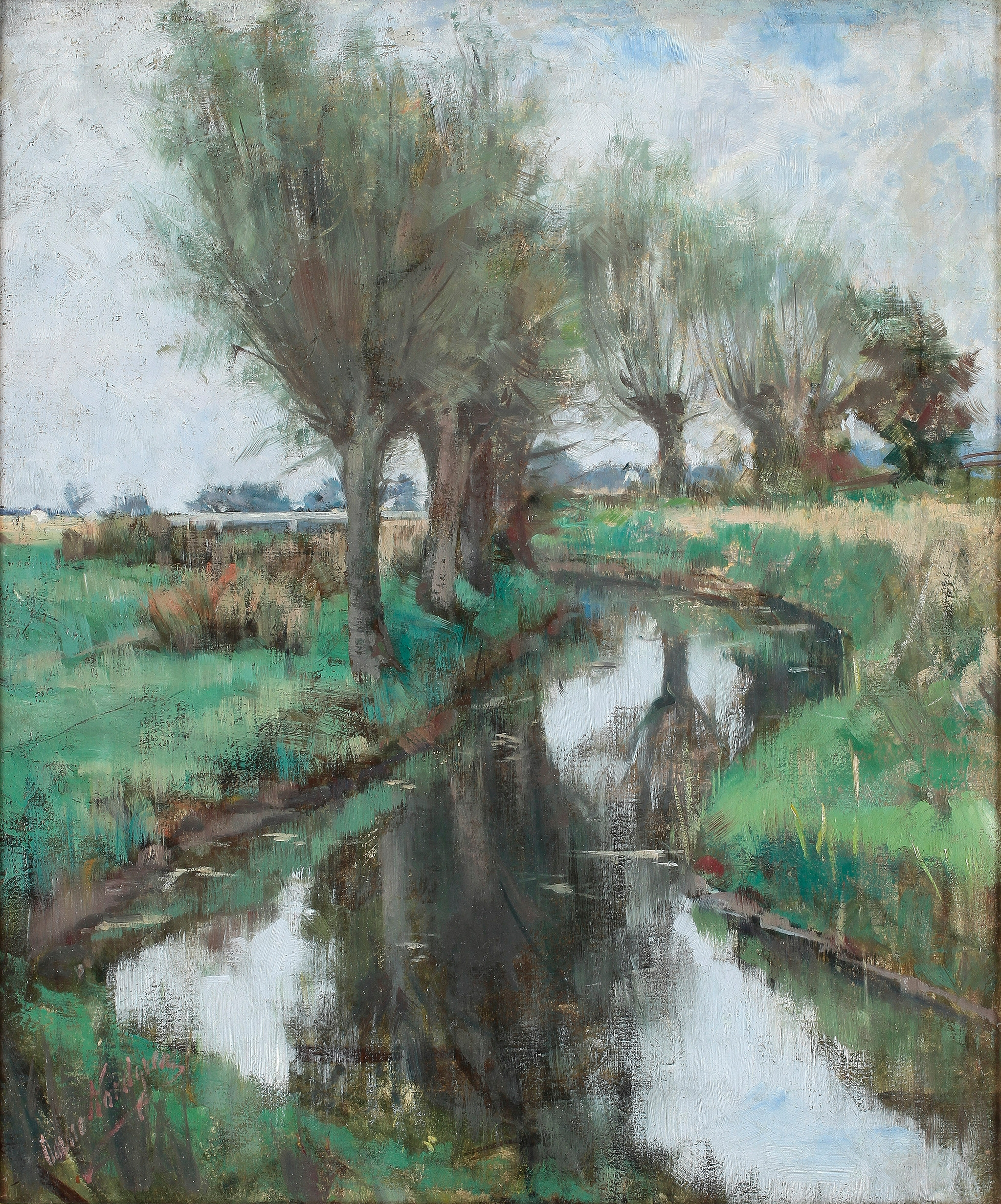
„Landskap” ( „Krajobraz” )
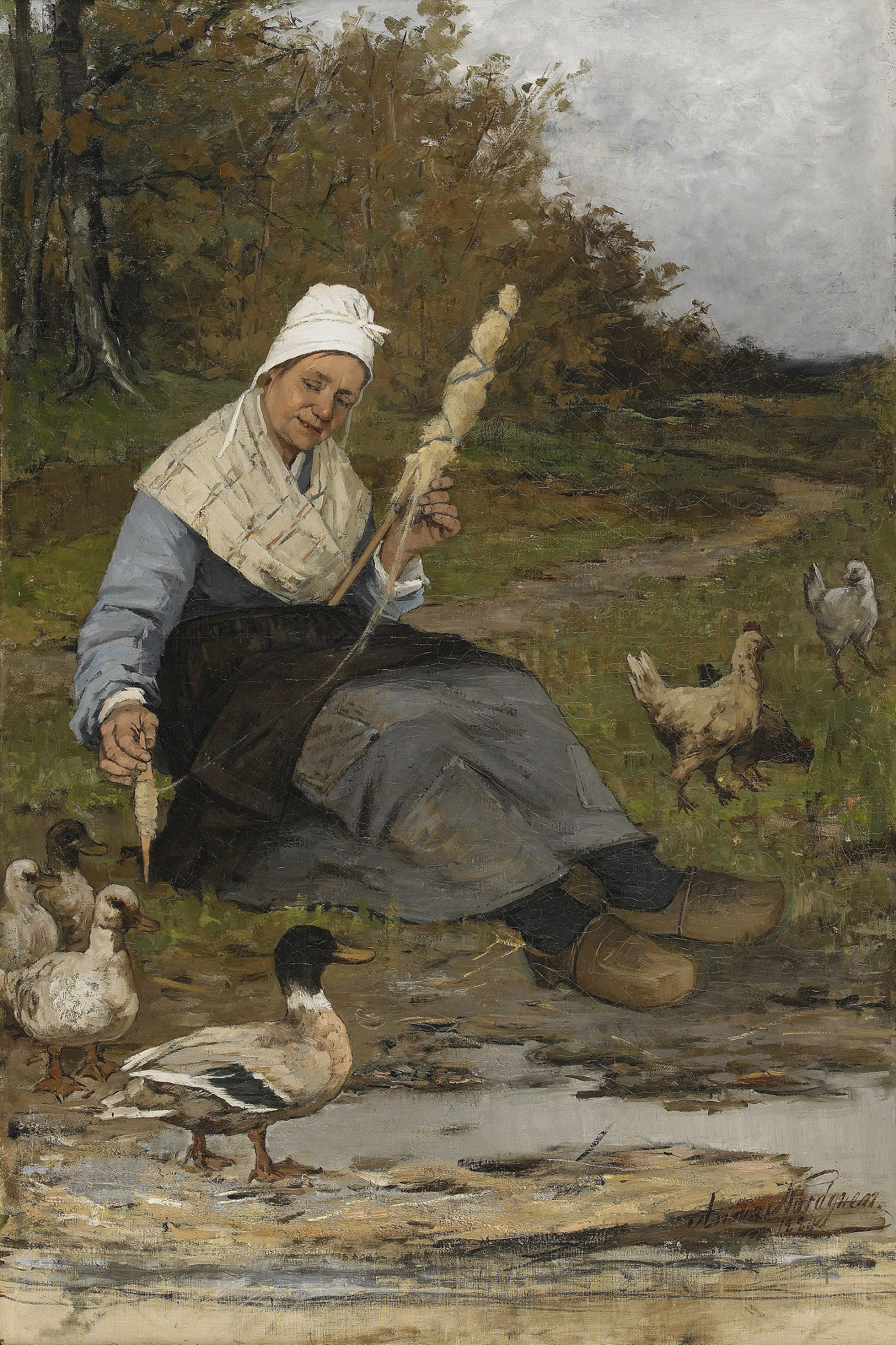
„Bondkvinna vid strandkanten” ( „Chłopka na brzegu plaży”, ok. 1880)
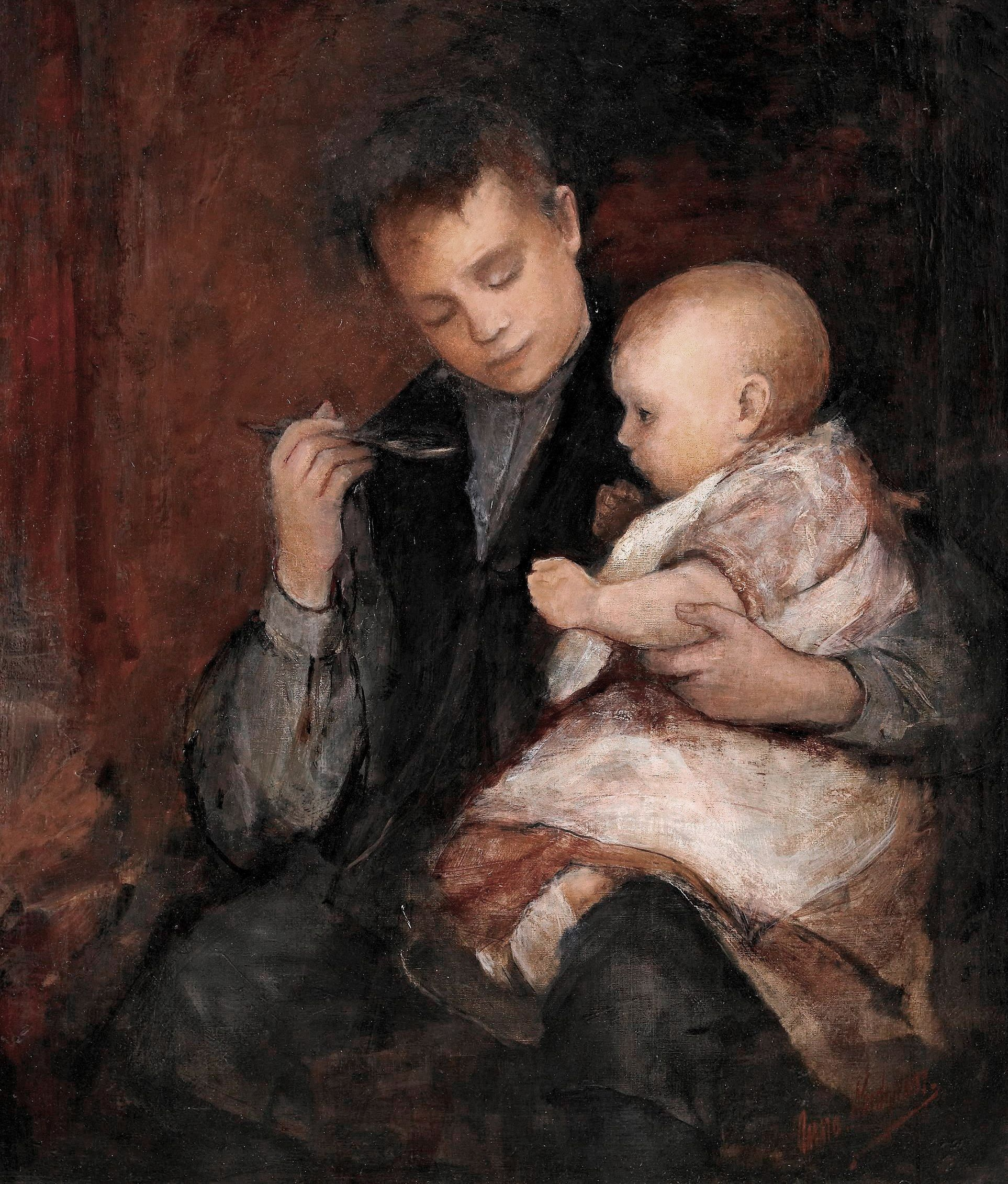
„Lillan matas” („Karmienie dziecka”, ok. 1916)
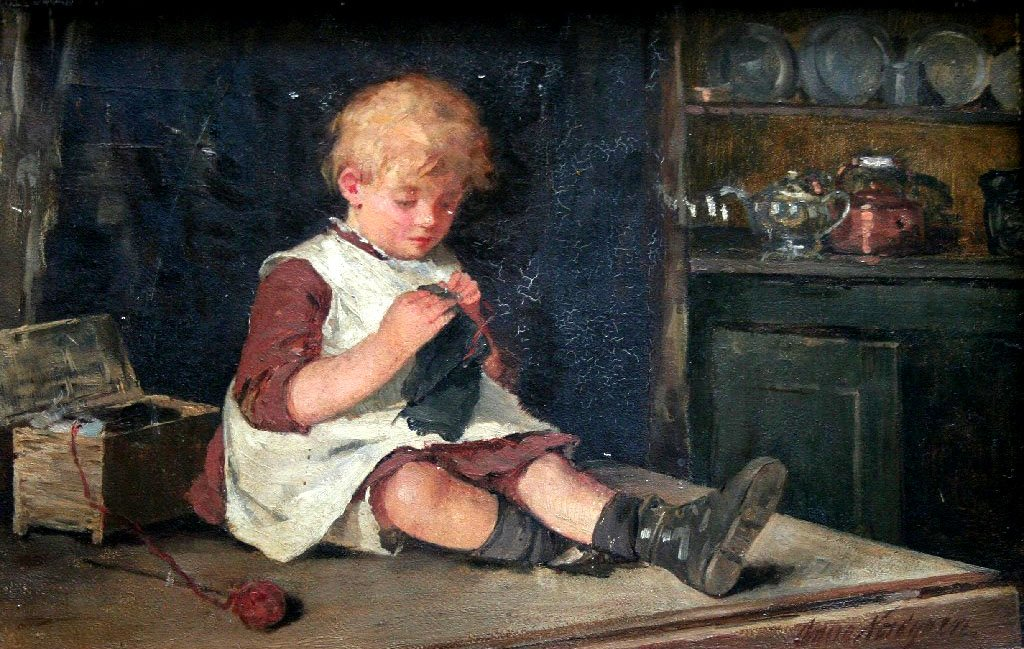
„Little Industry” (ok. 1916)
„Kvinna i ett tågfönster” ( „Lady in a Train Window”, „Dama w oknie pociągu”, 1877)[4]
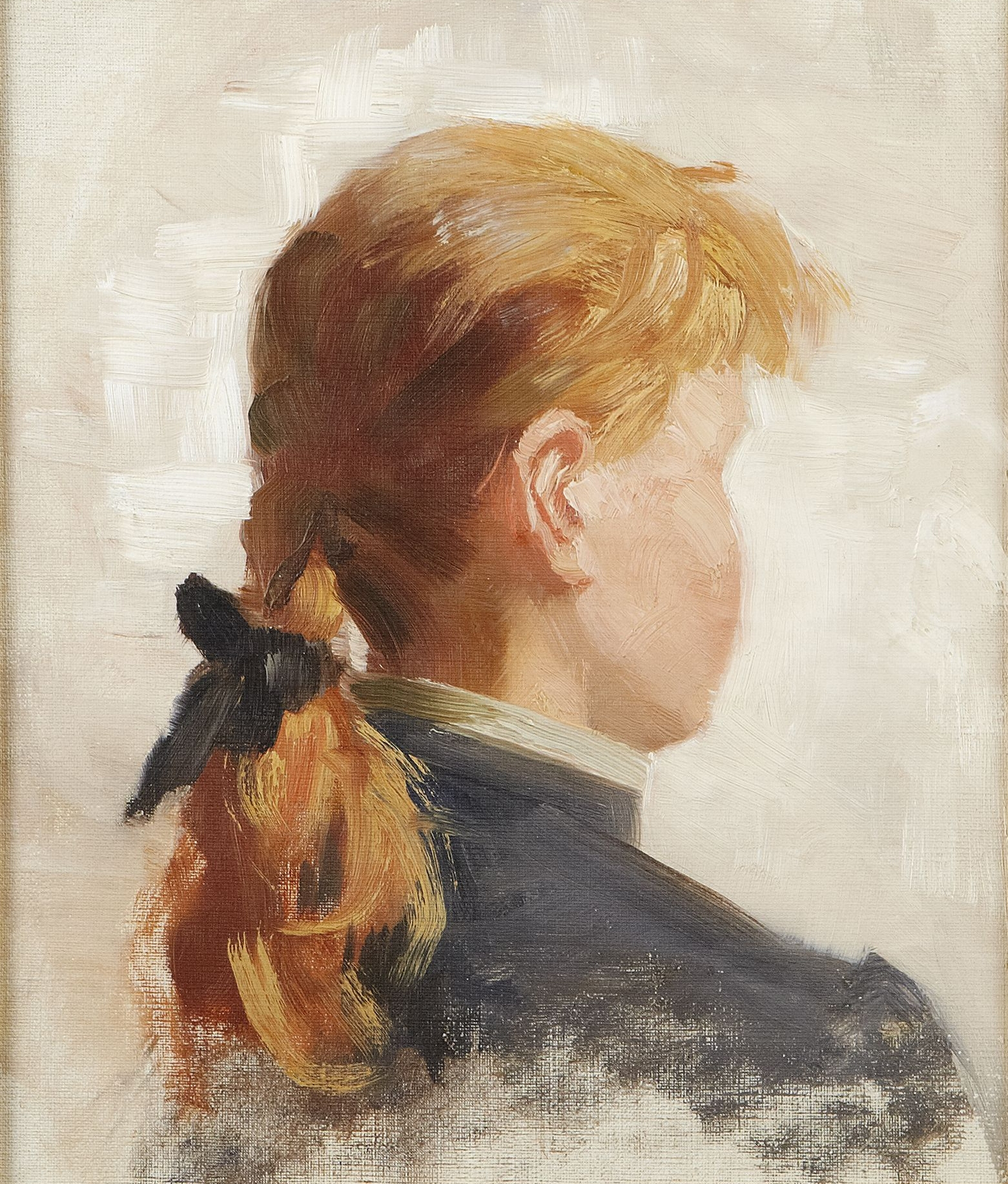
„Head Of A Girl” ( „Głowa dziewczyny” )

- „Rest”  ( „Odpoczynek” )[5]
- „Portrait of a Boy” ( „Portret chłopca” )[4]
- „Flicka som spritar ärtor”  ( „Dziewczyna łuskająca groch” )[6]
- „Man och kvinna vid eld i en stuga”  ( „Mężczyzna i kobieta przy ogniu w chacie”, Jultallrik, nr 2 z 1974)[4]
- „Mor och barn”  („Matka i dziecko”, zakupione w 1904 roku przez muzeum w Indianapolis)[1]
- „Porträtt af Berndt Lindholm”  (Portret Berndta Lindholma w Finska konstföreningen)[1]